# (6559) Nomura
(6559) Nomura est un astéroïde de la ceinture principale.

## Description
(6559) Nomura est un astéroïde de la ceinture principale. Il fut découvert le 3 mai 1991 à Minami-Oda par Matsuo Sugano et Kōyō Kawanishi. Il présente une orbite caractérisée par un demi-grand axe de 2,35 UA, une excentricité de 0,24 et une inclinaison de 9,7° par rapport à l'écliptique.

## Compléments